# Ivan Čeliković
Ivan Čeliković (Nova Gradiška, 10 aprile 1989 – Čilipi, 11 dicembre 2023) è stato un calciatore croato, di ruolo difensore.

## Carriera
Il 13 luglio 2012 viene acquistato a titolo definitivo dalla squadra croata dell'Inter Zaprešić.